# Claude Lanzmann
Claude Lanzmann (ur. 27 listopada 1925 w Bois-Colombes, zm. 5 lipca 2018 w Paryżu) – francuski reżyser, dokumentalista, reporter; redaktor czasopisma polityczno-literackiego „Les Temps modernes”.

## Twórczość
W 1972 zrealizował swój pierwszy film „Dlaczego Izrael?” (premiera w 1973), ale światowy rozgłos przyniósł mu dopiero „Shoah” z 1985. W 2010 nakręcił film dokumentalny poświęcony raportom Karskiego pt. Le Rapport Karski, w którym zamieścił pominięte w filmie „Shoah” fragmenty nagranych w 1978 wywiadów z Janem Karskim, dotyczące działalności Polskiego Państwa Podziemnego związanej z ratowaniem Żydów.

## Filmografia
- 2013 – Le dernier des injustes
- 2010 – Le Rapport Karski
- 2001 – Sobibór (Sobibor, 14 octobre 1943, 16 heures)
- 1994 – Tsahal
- 1985 – Shoah
- 1973 – Dlaczego Izrael? (Pourquoi Israël)
- 1970 – Élise ou la vraie vie (współscenarzysta)[4]